# Czesław Gola
Czesław Gola – radny Miejskiej Rady Narodowej, działacz partyjny, piąty naczelnik miasta Kłodzka w latach 1981–1984. 
Był wieloletnim członkiem Miejskiej Rady Narodowej w Kłodzku z ramienia Polskiej Zjednoczonej Partii Robotniczej. 18 grudnia 1981 został powołany na stanowisko naczelnika miasta. Na okres sprawowania przez niego tej funkcji przypadł stan wojenny w Polsce. W latach 1982–1983 faktyczne rządy w mieście sprawował Miejski Obywatelski Komitet Ocalenia Narodowego (MOKON) ma czele ze Zbigniewem Strapem, którego członkiem był także Czesław Gola. Dochodziło do prześladowań opozycjonistów z NSZZ „Solidarność”, z których część została internowana. Stan wojenny wywołał istotny regres gospodarczy w mieście, który widoczny był w budownictwie mieszkaniowym, ponieważ nie oddano do użytku planowanych mieszkań, mających powstać na osiedlu im. Kruczkowskiego. Rozpoczęto jednak  budowę domów jednorodzinnych na osiedlu Owcza Góra. W 1982 zamknięto filię Politechniki Wrocławskiej. 
Poza tym za jego kadencji przystąpiono do modernizacji układu komunikacyjnego w centrum miasta, przenosząc główny ruch samochodowy z zabytkowej Wyspy Piasek na nowy most na Nysie Kłodzkiej, który stanowić miał jeden z elementów kłodzkiej trasy W-Z. W końcowej fazie budowy była obwodnica północna na drodze krajowej nr 8 z estakadą Dolina Nysy Kłodzkiej nad rzeką i torowiskiem. Z funkcji naczelnika został odwołany 16 stycznia 1984.